# Destord
 Destord  es una población y comuna francesa, en la región de Lorena, departamento de Vosgos, en el distrito de Épinal y cantón de Bruyères.

## Demografía
| 137 | 128 | 105 | 181 | 222 | 205 |
| Para los censos de 1962 a 1999 la población legal corresponde a la población sin duplicidades (Fuente: INSEE [Consultar]) |     |     |     |     |     |